# Sphenarium variabile
Sphenarium variabile är en insektsart som beskrevs av Kevan, D.K.M. och Boyle 1978. Sphenarium variabile ingår i släktet Sphenarium och familjen Pyrgomorphidae. Inga underarter finns listade i Catalogue of Life.